# 허마이어니 코필드
허마이어니 코필드(영어: Hermione Corfield, 1993년 12월 19일 ~ )는 잉글랜드의 배우, 모델이다.

## 출연 작품
- 킹 아서: 제왕의 검
- 생존: 러스트 크릭 - 소여 역
- 씨 피버 - 시본 역